# Unione Sportiva Cerignola 1936-1937
Questa voce raccoglie le informazioni riguardanti l'Unione Sportiva Cerignola nelle competizioni ufficiali della stagione 1936-1937.
Fu l’ultima stagione professionistica nella storia del club.

## Rosa
| N. |                   | Ruolo | Calciatore        |
| -- | ----------------- | ----- | ----------------- |
|    | Italia (bandiera) |       | Natale Antognoni  |
|    | Italia (bandiera) |       | Giovanni Baggiani |
|    | Italia (bandiera) |       | Vasco Barsanti    |
|    | Italia (bandiera) |       | Armando Calonico  |
|    | Italia (bandiera) |       | Renzo Cinti       |
|    | Italia (bandiera) |       | Giuseppe Derin    |
|    | Italia (bandiera) |       | Giuseppe Fiume    |

| N. |                   | Ruolo | Calciatore          |
| -- | ----------------- | ----- | ------------------- |
|    | Italia (bandiera) |       | Renzo Gardini       |
|    | Italia (bandiera) |       | Michele Giancaspro  |
|    | Italia (bandiera) |       | Gino Marazza        |
|    | Italia (bandiera) | C     | Francesco Mazzoleni |
|    | Italia (bandiera) |       | Renato Molena       |
|    | Italia (bandiera) |       | Damiano Nanula      |
|    | Italia (bandiera) |       | Natale Surra        |